# Peter Brown (storico)
Peter Robert Lamont Brown (Dublino, 26 luglio 1935) è uno storico irlandese, noto per i suoi importanti lavori sulla Tarda antichità.

## Biografia
Peter Brown è nato in Irlanda da una famiglia protestante. Trascorse l'infanzia in Africa e in Europa: in inverno e in primavera risiedeva nel Sudan Anglo-Egiziano, in quanto suo padre, ingegnere ferroviario, lavorava a Khartum nella costruzione di una ferrovia; nel resto dell'anno, allorché nel Sudan faceva molto caldo, abitava con la madre a Bray (contea di Wicklow), una cittadina irlandese nei pressi di Dublino. Con lo scoppio della Seconda guerra mondiale (1939) la madre si trasferì definitivamente in Irlanda; il padre rimase nel Sudan e ritornò in Irlanda solo nel 1948. 
Ha studiato latino e francese alla Aravon School, una scuola preparatoria.
Alla Shrewsbury School (una prestigiosa public school inglese) ha studiato greco antico, frequentando poi il New College dell'Università di Oxford conseguendo il B.A. in Storia nel 1956 sotto il magistero di Arnaldo Momigliano. Vinse quindi una borsa di studio per il prestigioso All Souls College di Oxford, dove rimase fino al 1975. Iniziò in questo periodo la sua attività di studioso della tarda antichità, «con opere di spiccato acume critico e di inimitabile stile letterario, dalla prima magistrale monografia su Sant’Agostino ai saggi di particolare suggestione ed intensità sul culto dei santi, il potere e la persuasione nel mondo tardo-antico, l’autorità e il sacro, l’emergere del cristianesimo occidentale, la sessualità e la società, la povertà, la ricchezza e il potere nel tardo Impero Romano».  Professore di storia alle Università di Londra (1975-78), di Berkeley (1978-86) e di Princeton dal 1986,  per la sua attività di studioso ha ottenuto numerosi riconoscimenti fra i quali Premio Balzan (2011) per il suo contributo allo studio dell'epoca tardoantica.

## Opere
- Augustine of Hippo: A Biography, Berkeley - Los Angeles : University of California Press, 1967-2000. 
  - Agostino d'Ippona, traduzione di Gigliola Fragnito, Torino : G. Einaudi, 1971; ed. accresciuta (all'anno 2000) con nuova Prefazione dell'autore e Appendice, Einaudi, 2013, ISBN 978-88-062-1686-3.
- Religion and Society in the Age of Saint Augustine, London : Faber & Faber, 1972. 
  - Religione e società nell'età di sant'Agostino, traduzione di Gigliola Fragnito, Torino : Einaudi, 1974, ISBN 978-88-06-22842-2.
- The World of Late Antiquity: AD 150–750, London : Harcourt Brace Jovanovich, 1971-1989. 
  - Il mondo tardo antico. Da Marco Aurelio a Maometto, traduzione di Maria Vittoria Malvano, Torino : G. Einaudi, 1974[2]; nuova ed. riveduta, Einaudi, 2017, ISBN 978-88-062-3614-4.
- The Making of Late Antiquity, Cambridge, Massachusetts - London, England : Cambridge university press, 1978. 
  - Genesi della tarda antichità, traduzione di Paola Guglielmotti e Angelica Taglia, Torino, Einaudi, 2001, ISBN 88-06-15830-9.
- The Cult of the Saints: Its Rise and Function in Latin Christianity, London: SCM, 1981; Chicago : The University of Chicago Press, 1981. 
  - Il culto dei santi. L'origine e la diffusione di una nuova religiosità, traduzione di Luciana Repici Cambiano, Torino : Einaudi, 1983-2002, ISBN 88-06-05568-2[6].
- Society & the Holy in Late Antiquity, Berkley : University of California press, 1982, ISBN 0520043057. 
  - La società e il sacro nella tarda antichità, traduzione di Liliana Zella, Torino : Einaudi, \1988!, ISBN 88-06-59340-4.
- Society and the Holy in Late Antiquity, London: Faber ; Berkeley: University of California Press, 1983.
- The Body and Society: Men, Women, and Sexual Renunciation in Early Christianity, New York : Columbia university press, 1988, ISBN 0-231-06101-3. 
  - Il corpo e la società. Uomini, donne e astinenza sessuale nel primo cristianesimo, traduzione di Igor Legati, Torino : G. Einaudi, 1992, ISBN 88-06-12605-9; nuova ed. con una nuova Introduzione dell'autore, traduzione di Emilia Sala, Torino : Einaudi, 2010, ISBN 978-88-06-19453-6.
- Authority and the Sacred: Aspects of the Christianisation of the Roman World, Cambridge : Cambridge University Press, 1995, ISBN 0521495571. 
  - Il sacro e l'autorità : la cristianizzazione del mondo romano antico, traduzione di Maria Cristina Costamagna, Roma : Donzelli, 1996, ISBN 88-7989-234-7.
- The Rise of Western Christendom : Triumph and Diversity : AD 200-1000, Cambridge, MA - Oxford : Blackwell, 1996-2003, ISBN 1557861366. 
  - La formazione dell'Europa cristiana. Universalismo e diversità, 200-1000 d. C., traduzione di Michele Sampaolo, Roma, Bari : Laterza, 1995, ISBN 88-420-4771-6.
- Poverty and Leadership in the Later Roman Empire, Hanover ; London : University Press of New England, 2002, ISBN 1584651458. 
  - Povertà e leadership nel tardo impero romano, traduzione di Rosaria Petrella, Roma-Bari : Laterza, 2003, ISBN 88-420-7059-9.
- Through the Eye of a Needle: Wealth, the Fall of Rome, and the Making of Christianity in the West 350–550 AD, Princeton, N.J. ; Oxford : Princeton University Press, 2012, ISBN 9780691152905. 
  - Per la cruna di un ago. La ricchezza, la caduta di Roma e lo sviluppo del cristianesimo, 350-550 d.C., traduzione di Luigi Giacone, Torino : Einaudi, 2014, 978-88-06-21575-0.
- The Ransom of the Soul: Afterlife and Wealth in Early Western Christianity, Cambridge, Massachusetts ; London : Harvard University Press, 2015, ISBN 9780674967588.
  - Il riscatto dell'anima. Aldilà e ricchezza nel primo cristianesimo occidentale, traduzione di Luigi Giacone, Torino : Einaudi, 2016, ISBN 978-88-06-22842-2.
- Treasure in Heaven : The Holy Poor in Early Christianity, Charlottesville - London : University of Virginia Press, 2016. 
  - Tesori in cielo. La povertà santa nel cristianesimo delle origini, traduzione di Cristiano Cappellini, Maria Chiara Giorda, Roma : Carocci, 2018, ISBN 978-88-430-9128-7.